# Teeatta
Genre
Teeatta est un genre d'araignées aranéomorphes de la famille des Macrobunidae.

## Distribution
Les espèces de ce genre sont endémiques de Tasmanie en Australie.

## Liste des espèces
Selon World Spider Catalog (version 25.0, 10/03/2024) :
- Teeatta driesseni Davies, 2005
- Teeatta magna Davies, 2005
- Teeatta platnicki Davies, 2005

## Systématique et taxinomie
Ce genre a été décrit par Davies en 2005 dans les Amphinectidae. Il est placé dans les Amaurobiidae par Wheeler et al. en 2017 puis dans les Macrobunidae par Gorneau, Crews, Cala-Riquelme, Montana, Spagna, Ballarin, Almeida-Silva et Esposito en 2023.

## Publication originale
- Davies, 2005 : « Teeatta, a new spider genus from Tasmania, Australia (Amaurobioidea: Amphinectidae: Tasmarubriinae). » Memoirs of the Queensland Museum, vol. 50, p. 195-199.